# Grigóris Bithikótsis
 (juin 2017).
Si vous disposez d'ouvrages ou d'articles de référence ou si vous connaissez des sites web de qualité traitant du thème abordé ici, merci de compléter l'article en donnant les références utiles à sa vérifiabilité et en les liant à la section « Notes et références ».
Grigóris Bithikótsis (Γρηγόρης Μπιθικώτσης), né le 11 décembre 1922 à Athènes, où il meurt le 7 avril 2005, est un chanteur grec.
Il est considéré comme l'un des plus grands chanteurs et paroliers de la musique grecque. Il commence à jouer du bouzouki très tôt, en cachette car son père n'appréciait pas le rebetiko. En 1959, il rencontre Míkis Theodorákis. Ils vont alors collaborer pour produire des chansons qui restent encore très populaires aujourd'hui.  
Bithikotisis participe à la création d'un nouveau genre musical grec, qui a suivi le rebetiko, le laïkó. 
Ses opinions politiques de gauche le firent exiler sur l'île de Makronissos sous le règne du roi Paul. 

## Chansons célèbres
- 1960 : Pou petaxe t'agori mou (Που πέταξε τ' αγόρι μου), paroles : Yánnis Rítsos, musique : Míkis Theodorákis, interprétée par Grigóris Bithikótsis, Maria Farantouri
- 1962 : Kaimos (Καημός, Douleur), paroles : Dimítris Christodoúlou, musique Míkis Theodorákis, interprétée par Grigóris Bithikótsis, adaptée par Claude Lemesle en français (Attendre attendre) et interprétée par Melina Mercouri
- 1963 : Tou votanikou to Magkas (Του Βοτανικού ο μάγκας), paroles : Lakis Tsolis
- 1964 : Phtochologia (Φτωχολογια), paroles : Leftéris Papadópoulos, musique : Stávros Xarchákos, interprétée par Grigóris Bithikótsis, Stélios Kazantzídis, Marinella
- 1966 : 
  - Matia vourkomena (Μάτια βουρκωμένα), paroles Níkos Gátsos, musique : Stávros Xarchákos, interprète : Grigóris Bithikótsis
  - Ypomoni (Υπομονή), musique : Stávros Xarchákos, paroles : Alékos Sakellários, interprètes : Alíki Vouyoukláki, Grigóris Bithikótsis, Nana Mouskouri
  - Tha simanoun oi kambanes (θα σημάνουν οι καμπάνες), paroles : Yánnis Rítsos, musique : Míkis Theodorákis, interprétée par Grigóris Bithikótsis, Dimitris Basis, Georges Dalaras
- 1967 : O Ýmnos tis 21is Aprilíou (Ο Ύμνος της 21ης Απριλίου), musique : Yórgos Katsarós, paroles : Yórgos Oikonomídis (el), interprète : Grigóris Bithikótsis
- 1969 : Stou Belami to ouzeri (Στου Μπελαμή το ουζερί), paroles Kostas Virvos
- 1970 : Milisse mou (Μίλησέ μου), paroles : Níkos Gátsos, musique : Manos Hadjidakis, reprise par Nana Mouskouri